# Pacifacanthomysis schrencki
Pacifacanthomysis schrencki är en kräftdjursart som först beskrevs av Voldemar Czerniavsky 1882.  Pacifacanthomysis schrencki ingår i släktet Pacifacanthomysis och familjen Mysidae. Inga underarter finns listade i Catalogue of Life.